# Backstage (film, 2018)
Backstage [ˌbækˈsteɪdʒ]IPA je slovensko-český hudebně taneční snímek se sentimentální zápletkou pro mladé. Pojednává o fiktivní amatérské kapele West Coast Crew, toužící po slávě a bohatství prostřednictvím talentové soutěže. Dva z účastníků k sobě zahoří láskou, která je podrobena zkoušce. Film režisérky Andrey Sedláčkové měl slovenskou premiéru 15. března 2018, publikum v Česku se dočkalo 7. června 2018.
Kritika Backstage strhala.

## Obsazení
| Mary Bartalos     | Mary              |
| Tony Porucha      | Buddy             |
| Ondrej Hraška     | Hugo              |
| Tereza Gübelová   | Žaneta            |
| Natália Baloghová | Foxy              |
| Martina Piatková  | Kukučka           |
| Marek Homola      | Marvel            |
| Kryštof Hádek     | režisér           |
| Ivana Chýlková    | přísná porotkyně  |
| Ben Cristovao     | hodný porotce     |
| Igor Rattaj       | neutrální porotce |
| Judit Bárdos      | dramaturgyně      |
| Roman Luknár      | producent         |
| Jan Maxián        | moderátor         |
| Ina Gogálová      | matka Mary        |

## Citáty
| „                      | Myslím si, že náš příběh může oslovit ale i starší publikum. Jsou tam i jiná témata, která se dotýkají všech generací. Je to příběh současný, autentický a originální, jenž hovoří o hrdinech, kterým od začátku fandíme, máme pro ně pochopení, bojíme se o sně. | “ |
| — režisérka Sedláčková | |   |

| „                  | Říkají mi přísná porotkyně. Ve skutečnosti bych ale taková nemohla být, protože vystoupení tanečníků bylo strhující. A když se mi něco líbí, chce se mi plakat. Takže jsem dost často musela sklonit hlavu a maskovat slzy v očích. | “ |
| — herečka Chýlková | |   |

## Recenze
- Mirka Spáčilová, MF Dnes / iDNES.cz  25 %[2]
- Věra Míšková, Právo / Novinky.cz  30 %[3]